# Gamid Agalarov
Pour les articles homonymes, voir Agalarov.
Gamid Rouslanovitch Agalarov (en russe : Гамид Русланович Агаларов), né le 16 juillet 2000 à Makhatchkala, est un footballeur russe d'ethnie darguine évoluant au poste d'avant-centre au Dinamo Makhatchkala.
Il est le fils de Ruslan Agalarov et le neveu de Kamil Agalarov, eux aussi footballeurs.

## Carrière

### En club
Natif de Makhatchkala, Gamid Agalarov intègre durant sa jeunesse les rangs du club local de l'Anji Makhatchkala où il effectue sa formation de footballeur. Il y effectue ainsi ses débuts professionnels sous les couleurs du club-école de l'Anji-2 en troisième division contre le FK Krasnodar-2 le 11 mai 2018 à l'âge de 17 ans. Intégrant l'équipe première peu de temps après, il dispute notamment son premier match en première division le 28 juillet 2018 contre l'Oural Iekaterinbourg et cumule par la suite sept apparitions durant la saison 2018-2019. Il dispute également le premier tour de qualification de l'UEFA Youth League face au Maccabi Tel-Aviv durant le mois d'octobre 2018, marquant un but mais ne pouvant empêcher la défaite des siens sur le score de 5 buts à 3.
Après la relégation sportive puis administrative de l'Anji en troisième division lors de l'exercice 2019-2020, Agalarov devient un titulaire régulier de l'équipe et marque par cinq fois en quinze rencontres durant la première partie de la saison.
Au mois de janvier 2020, malgré un intérêt du Zénith Saint-Pétersbourg, Agalarov quitte son club formateur pour rejoindre le FK Oufa où il signe pour trois années et retrouve la première division. Il apparaît par la suite à cinq reprises durant la deuxième partie de saison. Après un nombre similaire d'apparitions durant la première moitié de l'exercice 2020-2021, il quitte temporairement Oufa pour être prêté au Volgar Astrakhan en deuxième division pour le reste de la saison. Sous ces couleurs, il dispute en tout quatorze rencontres pour cinq buts marqués.
Après son retour au FK Oufa durant l'été 2021, Agalarov fait rapidement sensation en championnat lors de la première partie de la saison 2021-2022 en inscrivant huit buts lors des dix premiers matchs, incluant deux doublés contre le Dynamo Moscou et le FK Khimki. Ces performances lui valent ainsi d'être appelé en sélection pour la première fois lors de la trêve hivernale du mois d'octobre 2021. Il est ensuite élu meilleur joueur du championnat pour ce même mois après avoir marqué trois nouveaux buts en quatre rencontres pour porter son total à 11 réalisations en 13 matchs. Il poursuit sur sa bonne dynamique au cours du premier semestre 2022, marquant par six fois sur les douze derniers matchs, totalisant ainsi 19 buts inscrits en 29 matchs sur l'ensemble de la saison, sur les 29 marqués par l'ensemble de son équipe, ce qui lui vaut de finir meilleur buteur du championnat,. Malgré cela, le club est finalement relégué à l'issue des barrages face à Orenbourg (défaite cumulée 3-4), Agalarov marquant un des trois buts de son équipe au cours de la confrontation.
Le 15 juillet 2022, Agalarov rejoint l'Akhmat Grozny où il signe un contrat de trois ans.

### En sélection nationale
Agalarov est appelé pour la première fois avec les équipes de jeunes de la Russie en février 2018 par Andreï Gordeïev pour le compte des moins de 18 ans pour qui il marque notamment quatre buts en six matchs amicaux entre février et mai. Avec ce même sélectionneur, il joue ensuite pour les moins de 19 ans où il participe cette fois à la dernière phase des éliminatoires du championnat d'Europe 2019 pour lequel la Russie échoue finalement à se qualifier. En septembre 2021, il est appelé avec la sélection espoirs de Mikhaïl Galaktionov (en) pour disputer les qualifications pour l'Euro espoirs 2023 marquant trois buts en deux rencontres face à l'Espagne (défaite 4-1) et Malte (victoire 6-0).
À peine un mois après ses débuts en espoirs, Agalarov est appelé avec la sélection A par Valeri Karpine dans le cadre des éliminatoires de la Coupe du monde 2022 en octobre 2021. Il ne dispute cependant aucun des deux matchs face à la Slovaquie (victoire 1-0) et la Slovénie (défaite 1-2).

## Statistiques
| Saison                | Club                     | Championnat           | Championnat | Championnat | Coupe(s) nationale(s) | Coupe(s) nationale(s) | Barrages | Barrages | Total | Total |
| Saison                | Club                     | Division              | M.          | B.          | M.                    | B.                    | M.       | B.       | M.    | B.    |
| 2017-2018             | Anji-2 Makhatchkala (en) | D3                    | 2           | 0           | -                     | -                     | -        | -        | 2     | 0     |
| Sous-total            | Sous-total               | Sous-total            | 2           | 0           | -                     | -                     | -        | -        | 2     | 0     |
| 2018-2019             | Anji Makhatchkala        | D1                    | 7           | 0           | -                     | -                     | -        | -        | 7     | 0     |
| 2019-2020             | Anji Makhatchkala        | D3                    | 15          | 5           | -                     | -                     | -        | -        | 15    | 5     |
| Sous-total            | Sous-total               | Sous-total            | 22          | 5           | -                     | -                     | -        | -        | 22    | 5     |
| 2019-2020             | FK Oufa                  | D1                    | 5           | 0           | -                     | -                     | -        | -        | 5     | 0     |
| 2020-2021             | FK Oufa                  | D1                    | 5           | 0           | -                     | -                     | -        | -        | 5     | 0     |
| 2021-2022             | FK Oufa                  | D1                    | 29          | 19          | 2                     | 0                     | 2        | 1        | 33    | 20    |
| Sous-total            | Sous-total               | Sous-total            | 39          | 19          | 2                     | 0                     | 2        | 1        | 43    | 20    |
| 2020-2021             | Volgar Astrakhan (prêt)  | D2                    | 14          | 5           | -                     | -                     | -        | -        | 14    | 5     |
| Sous-total            | Sous-total               | Sous-total            | 14          | 5           | -                     | -                     | -        | -        | 14    | 5     |
| 2022-2023             | Akhmat Grozny            | D1                    | 10          | 1           | 5                     | 1                     | -        | -        | 15    | 2     |
| Sous-total            | Sous-total               | Sous-total            | 10          | 1           | 5                     | 1                     | -        | -        | 15    | 2     |
| Total sur la carrière | Total sur la carrière    | Total sur la carrière | 87          | 30          | 7                     | 1                     | 2        | 1        | 96    | 32    |

## Palmarès

### Distinction personnelle
- Meilleur buteur du championnat de Russie en 2022 (19 buts)